# Securitate
Securitate var det informella namnet på säkerhetstjänsten i Rumänien 1945–1989. Det var en av de största säkerhetstjänsterna i Östeuropa och i perioder mycket brutal. Dess struktur och namn har skiftat genom åren.
- 1949–1951: Direcția Generală a Securității Popurului, DGSP, ”Generaldirektoratet för folkets säkerhet”
- 1951–1978: Direcția Generală a Securității Statulu, DGSS, ”Generaldirektoratet för statens säkerhet”
- 1978–1989: Departamentul Securității Statului, DSS, ”Departementet för statens säkerhet”

## Historik

### Före 1945
En hemlig polis inrättades i Rumänien efter ett bondeuppror 1907. På 1920-talet fick den namnet Direcțiunea Poliței de Siguranță eller bara Siguranță (”Säkerhet”) och hade då främst till uppgift att kontrollera kommunistpartiet och olika etniska minoriteter. Till sin hjälp hade den ett stort antal informatörer i landet. På 1930-talet riktade sig Siguranță främst mot det fascistiska Järngardet för att i början av 1940-talet, när Rumänien var i allians med Tyskland, åter ändra inriktning, nu mot landets judiska minoritet. Parallellt med Siguranță fanns också en militär säkerhetstjänst, Servicul Special de Informație.

### 1945–1964
Man kan tydligt urskilja två perioder i Securitates verksamhet. Perioden 1945 till 1964 användes terror för att konsolidera kommunistpartiets makt, medan perioden 1964 till 1989 användes för att bevara folkets lydnad. År 1964 gavs politiska fångar amnesti och repressionen blev något mildare. Skiftet hängde samman med att Rumänien i viss mån frigjorde sig från Sovjetunionens inflytande.
När Sovjetunionen i slutskedet av andra världskriget ockuperade Rumänien hamnade de båda säkerhetstjänsterna under sovjetisk kontroll och de slogs samman 1950. Ledningen för Securitate hämtades från 1945 fram till början av 1960-talet från den sovjetiska säkerhetstjänsten. Chef blev Gheorghe Pintilie, en sovjetisk agent. Han hette tidigare Pantelimon Bondarenko, men han, liksom andra tidigare sovjetiska agenter i Rumänien, bytte till mera rumänskklingande namn. 
Till en början hade Securitate troligen bara ca 4 000 anställda, men till det ska läggas mer än 40 000 informatörer, även om siffrorna är osäkra. Parallellt med Securitate fanns också andra grupper: en milis med ca 40 000 man och säkerhetstrupper med ca 55 000 man. Dessutom fanns kommunistpartiets prokuratura som övervakade rättsväsen mm. Säkerhetstjänsternas verksamhet hade tidigare riktats mot utvalda grupper, men från 1945 kom hela samhället att beröras. Uppgiften var att stärka det rumänska kommunistpartiets kontroll över landet och metoderna var informationsinhämtning och terror.
Åren 1950-1951 organiserade Securitate deportationen av ca 40 000 personer från Banatet, gränsområdet mot Jugoslavien, till arbetsläger i Baragonområdet mellan Bukarest och Svarta havet.
Securitate drev 1950-1952 ”omskolningsläger” för politiska fångar. Arbetet kan delvis ses som en sorts försöksverksamhet. Man använde svår tortyr och annan förnedrande behandling. Det var fångarna själva som tvingades att tortera sina medfångar. Syftet var dels att få fram upplysningar och dels att kompromettera dem som utförde tortyren, både i sina egna och andras ögon. De som ”lyckades” i sin ”omskolning” kunde sedan användas för att lära upp nya torterare i andra fängelser.
Det blev också vanligt att spärra in dissidenter på mentalsjukhus med påhittade diagnoser. De intagna kunde behandlas med droger och ECT.
År 1956 medverkade Rumänien i Warszawapaktens intåg i Ungern. Den ungerske premiärministern Imre Nagy togs till Rumänien och förhördes hos Securitate. Flera hundra Securitate-agenter deltog sedan i reorganiseringen av Ungerns säkerhetstjänst.
Frigörelsen från Sovjetunionen kom gradvis i början av 1960-talet. År 1964 genomdrev partiledaren och statschefen Gheorghe Gheorghiu-Dej att de sovjetiska rådgivarna skulle lämna Rumänien. År 1962 började man att avveckla fängelserna för politiska fångar och 1962–65 beräknas 4 600 politiska fångar ha blivit fria.

### 1964–1989
Nicolae Ceaușescu efterträdde 1965 Gheorghiu-Dej som ledare för kommunistpartiet. Efter en maktkamp 1968 mellan partiet och inrikesdepartementet, som kontrollerade Securitate, stod partiet och Ceaușescu som segrare. Gheorghiu-Dej hade mildrat Securitates grova terror mot befolkningen och den politiken höll Ceaușescu fast vid, samtidigt som rädslan för Securitate upprätthölls. Det fanns förhoppningar om större frihet för befolkningen att uttrycka åsikter, men så blev det inte. Securitate fortsatte sitt arbete med övervakning, trakasserier och fängslanden. 
Ceaușescu behöll också Rumäniens självständiga politik gentemot Sovjetunionen. Detta blev särskilt tydligt i augusti 1968 när Rumänien vägrade att delta i Warszawapaktens invasion av Tjeckoslovakien 1968. På 1960- och 1970-talen medverkade Securitate i kontraspionage riktat mot de sovjetiska underrättelseorganen KGB och GRU.
År 1978 drabbades Securitate av ett svårt bakslag då Ion Mihai Pacepa, chef för Securitates avdelning för industrispionage utomlands, hoppade av och fick asyl i USA. Avhoppet ledde till stora utrensningar inom Securitate. Pacepa publicerade 1987 boken Red Horizons med uppgifter om Securitates verksamhet.
På 1980-talet ökade repressionen åter i Rumänien. För att stärka Securitate-officerarnas lojalitet mot regimen fick dessa högre lön än motsvarande armé-officerare. De fick också rätt att handla i samma specialbutiker som partidignitärerna. Securitate försökte att tysta kritik på olika sätt. Skrivmaskiner måste registreras, särskilt tillstånd krävdes för att använda kopiatorer, samtal med utlänningar måste rapporteras till myndigheterna. 
En märklig affär inträffade 1982, Transcendental meditation hade blivit populärt i Rumänien bland intellektuella och det fanns inget som tydde på några politiska kopplingar men Securitate började att trakassera utövarna. 
I december 1989 störtades Ceaușescus regim. Det framställdes först som en folklig resning, men senare har många beskrivit det som en statskupp med deltagande från såväl kommunistparti som delar av Securitate. Det har likaså skrivits att Securitate redan tidigare skulle ha konspirerat mot Ceaușescu. Det är svårt att bedöma omfattningen av sådana eventuella aktiviteter.
Securitate upplöstes formellt den 30 december 1989. Enligt olika uppgifter fanns det då mellan 10 000 och 15 000 anställda i myndigheten. Till detta ska det läggas ett mycket stort antal människor med lösare koppling till Securitate: officerarnas anhöriga, personer i andra myndigheter, reguljära informatörer och tjallare. Det är omöjligt att veta hur många människor det rörde sig om, siffror på flera miljoner har nämnts, något som troligen är en stor överdrift. Klart är emellertid att befolkningen ständigt hade en känsla av att vara övervakad.

### Efter 1989
Efter revolutionen/kuppen 1989 ställdes ett antal officerare i Securitate inför rätta och dömdes för brott i samband med upproret. Chefen, Iulian Vlad, dömdes 1990 till 12 års fängelse men blev villkorligt frigiven redan 1994. Många andra officerare kom att ingå i den nybildade säkerhetstjänsten Seviciul Roman de Informatii. Denna fortsatte att vara en maktfaktor i Rumänien under 1990-talet.

## Verksamhet utomlands
Securitate försökte att tysta kritiska röster utomlands. Det kunde ske genom ryktesspridning, misshandel och direkta mordförsök, bland annat försökte man förgifta exilförfattaren Paul Goma. Man verkar dock ha agerat ganska oprofessionellt och utan större framgång.
Den som fick tillstånd att resa utomlands förväntades att utöva tjänster åt Securitate. Det kunde gälla industrispionage eller att övervaka exilrumäner. Ett av många exempel är panflöjtisten Dana Dragomir som måste lova att spionera på sina landsmän i utlandet. ”Varje gång jag kom hem skulle jag rapportera vad mina landsmän sysslade med, om de pratade illa om rumänska regimen och om närmast löjliga detaljer.” I stället för att spionera valde hon att hoppa av i USA. Hennes föräldrar i Rumänien straffades genom att bli avskedade från sina arbeten.

## Dissidentförfattare
- Paul Goma (1935–2020) greps av Securitate redan som sjuttonåring efter ett kritiskt anförande i klassrummet. Som student vid Bukarests universitet 1956 tog han ställning för upproret i Ungern och dömdes till två år i fängelse, en tid som han skildrat i romanen Gherla - min ungdoms straff (1976, på svenska 1978). Även romanen Ostinato (1971) bygger på hans erfarenheter av Securitate. Goma flyttade 1977 till Frankrike, där Securitate försökte att mörda honom.
- Herta Müller (1953–) skriver på tyska. Efter universitetsstudier arbetade hon som översättare. När hon vägrade att samarbeta med Securitate blev hon avskedad. Sedan hennes första novellsamling, Flackland, publicerats i Västtyskland 1984 utsattes hon upprepade gånger för repressalier och hotelser från Securitate. Hon emigrerade till Västtyskland 1987. I sina böcker har hon ofta skildrat Securitates förtryck av oliktänkande.

### Huvudkällor
- Deletant, Dennis. Ceaus̨escu and the Securitate (1995). London : Hurst. ISBN 1-85065-222-8 Libris 6427363
- Nilsson, Iréne. Rumänien och demokratins förutsättningar (2002). Stockholm : Carlsson. ISBN 91-7203-449-1 Libris 8424080